# Фотожурналістика

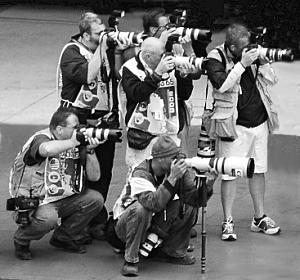
Фотожурналісти на Indianapolis Motor Speedway

Фотожурналістика — це особлива форма журналістики, яка збирає, обробляє та випускає новинний матеріал, використовуючи зображення для передачі тієї чи іншої події. Мета фотожурналістики максимально швидко інформувати про те, що відбувається, роблячи фотографії живими і справжніми в реальному часі. Тому робота фотожурналіста є, як цікавою, так і дуже небезпечною, адже часто доводиться робити знімки не тільки урочистих заходів, а й катастроф, аварій, знімати при поганих природних умовах та перебуваючи в червоних точках по всьому світу.
Фотожурналістика відрізняється від інших видів фотографії (наприклад, документальної фотографії, вуличної фотографії або фотографії знаменитостей) своєю необхідністю залишатися чесною і неупередженою. 

## Історія
Фотожурналістика під час війни
Перші прояви фотожурналістики відбулися під час Кримської війни. Першим офіційним воєнним фотографом був Роджер Фентон, що робив знімки, які демонстрували наслідки війни. Його робота була опублікована в Illustrated London News (Ілюстровані Лондонські новини). 
Під час Громадянської війни в Америці фотограф Метью Бреді відобразив сцени табірного життя і поля битв для тижневика Harper's Weekly. 
Розвиток фотожурналістики
У другій половині 19-го століття ця область буде розширюватися за межі фотографій війни і стихійних лих. Фотограф Джон Томсон в парі з журналістом Адольфом Смітом для щомісячного журналу, який зображував життя людей на вулицях Лондона. З 1876 по 1877 рік вуличне життя в Лондоні зробило революцію в цій галузі, використовуючи образи в якості домінуючого засобу розповіді. 
Дві важливі технологічні розробки також допомогли просунути область вперед-напівтоновий друк і флеш-порошок. Напівтони, які в кінцевому підсумку замінили гравіювання, дозволили надрукувати повний спектр тіней на фотографіях і значно прискорили процес друку. До початку 1900-х років ця технологія була прийнята більшістю щоденних газет. Флеш-порошок дозволяв робити відверті фотографії в приміщенні, що було б дуже важливо для найвидатнішого соціального фотожурналіста того часу, Джейкоба Ріїса. 
Данський іммігрант, Рііс прибув до Сполучених Штатів в 1870 році. Його основна робота "Як живе інша половина" документувала життя іммігрантів, що живуть в нетрях і багатоквартирних будинках Нью-Йорка. Будучи каталізатором соціальних реформ, його робота показала реальну силу, яку фотожурналісти можуть мати для стимулювання змін. 
Золота доба
З появою першої 35-мм камери Leica в 1925 році, а також винаходом перших комерційних спалахів в 1927 році, була створена сцена для "золотої доби фотожурналістики". Ця так звана "Золота доба" тривала з 1930-х по 1960-і роки.
Ранні 35-міліметрові камери були першими, які були досить малі і досить легкі, щоб легко переносити в більшість середовищ. Ця нова фотографічна свобода поєднується з менш трудомісткими методами друку. Він перетворив фотожурналістику в потужний і поширений спосіб передачі новинних подій по всьому світу.
Примітними фотографами "золотого століття журналістики" є Уокер Еванс, Доротея Ланге і Гордон Паркс.
Уолкер Еванс документував життя простих людей протягом п'ятдесяти років. Його фотографії демонстрували людей у своєму повсякденному середовищі та демонстрували такі предмети, як випадкові старі, жваво розмовляючи перед старою вітриною магазину. Вони також показували бруднолицих бідних дітей, що сидять в лахмітті на дерев'яних верандах, мабуть, не звертаючи уваги на їх тяжке становище. В якомусь сенсі він відобразив тубільну природу, яка універсальна для всіх людей. 
Найвідоміша фотографія Доротеї Ланге - це так звана "мати-мігрантка". Ця потужна фотографія показує голодну і стару до неї еру депресії мати і її діти. Ми мало знаємо про матір і дітей на цій культовій фотографії. Їх імена та історія ніколи не були відомі. У той час, коли була зроблена ця фотографія, вона і її діти харчувалися замороженими овочами і птахами, яких діти вбили.
Вона тільки що продала шини від своєї машини, щоб купити їжу, і по суті застрягла ні з чим, крім машини без коліс і навісу до намету. Ланге почала свою кар'єру в фотографії як фото-фінішер, а потім відкрила свою власну студію. Однак незабаром вона відчула необхідність документувати людей в їх власному середовищі існування.
Гордон Паркс був першим афроамериканським фотожурналістом і штатним співробітником журналу Life. Він задокументував головних лідерів руху за громадянські права, таких як Мартін Лютер Кінг і Малькольм Х. Цікаво, що він почав свою кар'єру в якості фотографа моди. 

## Видатні фотожурналісти всіх часів
Метью б. Брейді (1822-1896) вважається найбільш раннім фотографом Американської історії. Став відомим завдяки роботам за часів Громадянської війни. Його використання мобільної студії і фотолабораторії дозволило більш яскраво показати військові дії і поле бою Громадянської війни. Відкрив фотостудію в 1844 році в Нью-Йорку і фотографував багатьох громадських діячів того часу. 
Кендзі Нагаї (27 серпня 1957 - 27 вересня 2007) був японським фотожурналістом, який виконував багато завдань в зонах конфліктів і небезпечних районах по всьому світу. Він був застрелений в М'янмі (також відомої як Бірма) під час шафранної революції. Нагаї продовжував фотографувати, лежачи поранений на землі, пізніше вмираючи від вогнепальних поранень в груди. Він був єдиним іноземним громадянином, убитим під час протестів. 
У 2020 році відомі фотожурналісти відрізняються своєю оригінальністю і нестандартністю. Наприклад, Габріеле Галімберті - італійський фотограф-документаліст, що працює в компанії National Geographic. Він спеціалізується на довгострокових фотографічних проектах . Більшість його проектів і оповідань були зроблені у вигляді книг. Образи Габріеле доброзичливі і прямолінійні. Він часто фотографує людей і їх цінні речі. У його останньому проекті представлені діти з усього світу та їхні іграшки. 
Діна Литовська - український Сучасний фотограф, що живе в Америці. Вона використовує елементи психології та соціальних змін, щоб зробити приголомшливі фотографії людей. Її теми варіюються від відомих знаменитостей до сільських жителів. Фонове проживання Діни в чужій країні надає її фотографіям оригінальний стиль. 

## Видатні фотографії
Знаменита фотографія Анрі Картьє-Брессона "Людина стрибає через калюжу" 1930 року.
Анрі Картьє-Брессон зафіксував сцену через паркан позаду залізничного вокзалу Сен-Лазар в Парижі. Цей образ став прекрасним прикладом того, що Картьє-Брессон назвав "вирішальним моментом" .
"Немає нічого в цьому світі, що не мало б вирішального моменту.” - АНРІ КАРТЬЄ-БРЕССОН 
Фотографія Стенлі Формана «Жінка падає з пожежної драбини» 1975 року. 
Форман був відомим фотографом, який працював у газеті "Бостон Геральд", коли він відвідав місце пожежі. Те, що почалося, коли він задокументував порятунок молодої жінки і дитини, швидко зайняло чергу, коли пожежна драбина звалилася. Пара почала падати, і він продовжував стріляти, поки вони падали. Він ловив їх, пливучи по повітрю. Форман тільки опустив камеру і обернувся в останній момент, коли зрозумів, що бачить жінку, що падає назустріч своїй смерті.
Ця знаменита фотографія принесла Форману Пулітцерівську премію . Але його цікава спадщина - це етичні питання, які він підняв про те, коли фотограф повинен припинити зйомку і чи доречно публікувати тривожні зображення. Це також змусило багато муніципалітетів застосовувати більш суворі правила пожежної безпеки, тому ви вирішуєте. 
Культова фотографія Юсуфа Карша «Вінстон Черчілль» 1941 року. 
Після нападу на Перл-Харбор Черчілль прибув до Оттави, щоб подякувати союзникам за їх допомогу.
Не знаючи, що фотографу доручили зробити його портрет, він відмовився вийняти сигару з кишені. Як тільки фотограф сів, він підійшов до Черчілля, вийняв з рота сигару і, насупившись, зробив свою знамениту фотографію.
Про цей інцидент Черчілль розповів Каршу "Ви можете навіть змусити лева, який гарчить стояти нерухомо, щоб його сфотографували.”
Цей образ є одним з найбільш широко відтворюваних політичних портретів. Це давало фотографам дозвіл знімати більш чесні і навіть критичні портрети політичних лідерів. 

## Вплив нових технологій
Технології з кожним століттям все поліпшувалися, виготовлялися нові камери, фокуси, карти пам'яті і флешки, а потім і мобільні телефони. Разом з новими технологіями йшла вперед і фотожурналістика, фотографії ставали більш чіткими, яскравими і детальними. Нові винаходи дозволили фотожурналістам рухатися в різних напрямках і передавати сюжет у всіх ракурсах.
Але нові медіа також мають проблеми для фотожурналістів: хоча один знімок може розповісти історію з тисячі слів, хитрість полягає в тому, щоб отримати цю історію правильно.
Технічні переваги нових медіа для фотожурналістів у кризових зонах еквівалентні нерафінованому цифровому всезнанню. Цілий всесвіт фотожурналістів, як аматорських, так і професійних, доступна громадськості через соціальні мережі, що дозволяє новинним організаціям вишукувати важливі історії, використовуючи інструменти, що виходять за рамки їх існуючих технічних можливостей. 